# Sphecodes duplex
Sphecodes duplex är en biart som beskrevs av Blüthgen 1927. Sphecodes duplex ingår i släktet blodbin, och familjen vägbin. Inga underarter finns listade i Catalogue of Life.